# Fiumara
Fiumara là một đô thị ở tỉnh Reggio Calabria trong vùng Calabria, Ý, có cự ly khoảng 110 km về phía tây nam của Catanzaro và khoảng 12 km về phía đông bắc của Reggio Calabria. Tại thời điểm ngày 31 tháng 12 năm 2004, đô thị này có dân số 1.158 người và diện tích là 6,9 km².
Fiumara giáp các đô thị: Calanna, Campo Calabro, Reggio Calabria, San Roberto, Scilla, Villa San Giovanni.